# Zoufftgen
Zoufftgen [zufgən]  est une commune française située dans le département de la Moselle, en région Grand Est.

## Géographie
Zoufftgen est un village du Nord-Ouest de la Moselle, limitrophe de la ville luxembourgeoise de Dudelange. Le nord et l'est du territoire communal sont largement boisés.

### Communes limitrophes
| Dudelange ( Luxembourg) | Roeser ( Luxembourg), Frisange ( Luxembourg) | Hagen Basse-Rentgen |
| Volmerange-les-Mines    | Zoufftgen                                    | Roussy-le-Village   |
| Kanfen                  | Hettange-Grande                              |                     |

### Hydrographie
La commune est située dans le bassin versant du Rhin au sein du bassin Rhin-Meuse. Elle est drainée par le ruisseau de Beyren, le ruisseau de Boler et le ruisseau le Muhlengrund.
Le Beyren, d'une longueur totale de 19,4 km, prend sa source dans la commune  et se jette  dans  Ruisseau de Boler à Gavisse, après avoir traversé sept communes.
Le Boler, d'une longueur totale de 22,5 km, prend sa source dans la commune  et se jette  dans la Moselle à Gavisse, après avoir traversé huit communes.

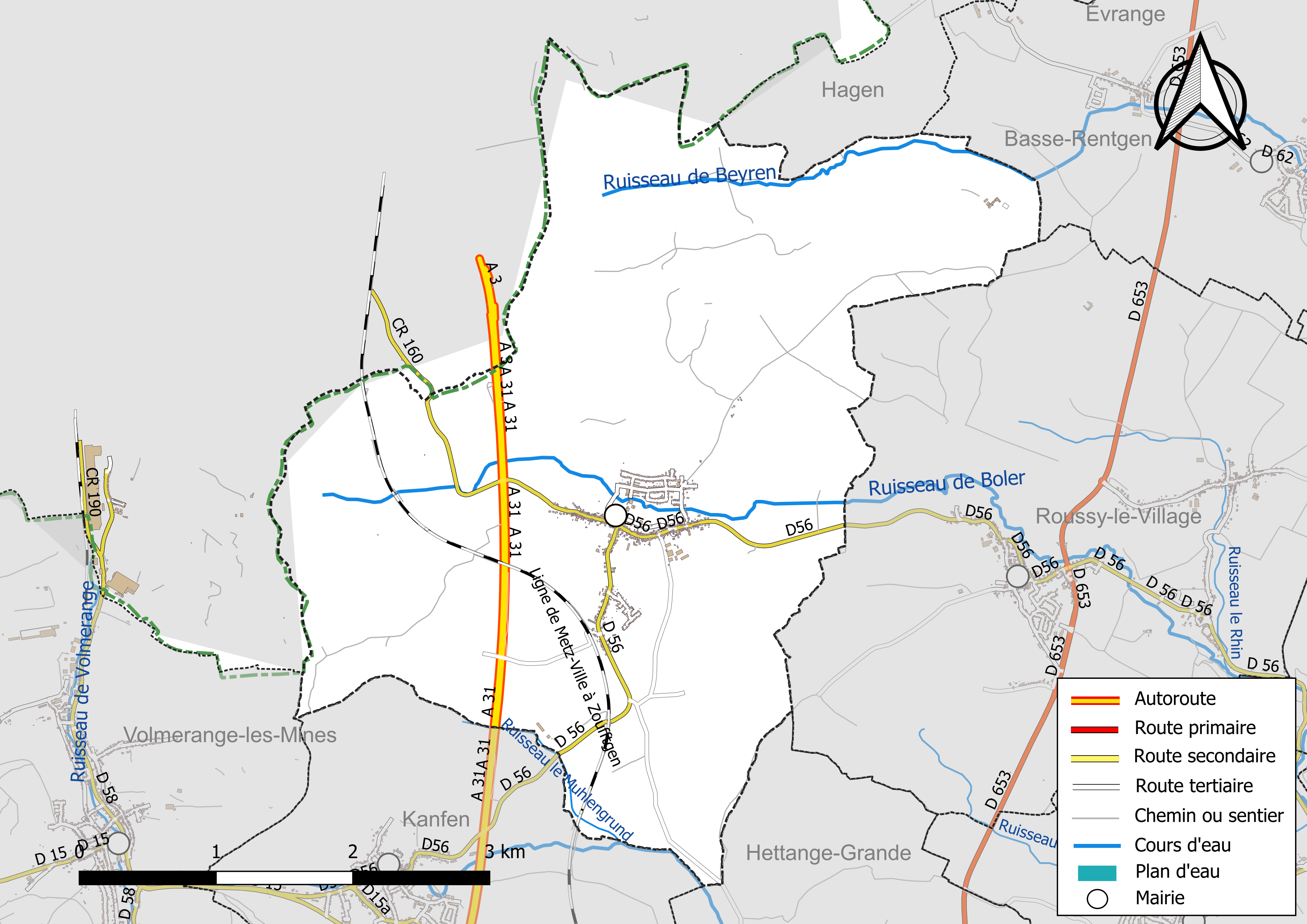
Réseaux hydrographique et routier de Zoufftgen.

La qualité des eaux des principaux cours d’eau de la commune, notamment du ruisseau de Beyren et du ruisseau de Boler, peut être consultée sur un site spécial géré par les agences de l’eau et l’Agence française pour la biodiversité.

### Climat
Pour des articles plus généraux, voir Climat du Grand Est et Climat de la Moselle.
En 2010, le climat de la commune est de type climat de montagne, selon une étude du Centre national de la recherche scientifique s'appuyant sur une série de données couvrant la période 1971-2000. En 2020, Météo-France publie une typologie des climats de la France métropolitaine dans laquelle la commune est exposée à un climat semi-continental et est dans la région climatique  Lorraine, plateau de Langres, Morvan, caractérisée par un hiver rude (1,5 °C), des vents modérés et des brouillards fréquents en automne et hiver. 
Pour la période 1971-2000, la température annuelle moyenne est de 9,4 °C, avec une amplitude thermique annuelle de 16,5 °C. Le cumul annuel moyen de précipitations est de 860 mm, avec 12,9 jours de précipitations en janvier et 9,1 jours en juillet. Pour la période 1991-2020, la température moyenne annuelle observée sur la station météorologique de Météo-France la plus proche, « Malancourt », sur la commune d'Amnéville à 22 km à vol d'oiseau, est de 10,2 °C et le cumul annuel moyen de précipitations est de 884,1 mm. 
La température maximale relevée sur cette station est de 39,3 °C, atteinte le 25 juillet 2019 ; la température minimale est de −17,9 °C, atteinte le 5 janvier 1985,,. 
Les paramètres climatiques de la commune ont été estimés pour le milieu du siècle (2041-2070) selon différents scénarios d'émission de gaz à effet de serre à partir des nouvelles projections climatiques de référence DRIAS-2020. Ils sont consultables sur un site spécial publié par Météo-France en novembre 2022.

## Urbanisme

### Typologie
Au 1er janvier 2024, Zoufftgen est catégorisée bourg rural, selon la nouvelle grille communale de densité à sept niveaux définie par l'Insee en 2022.
Elle est située hors unité urbaine. Par ailleurs la commune fait partie de l'aire d'attraction de Luxembourg (partie française), dont elle est une commune de la couronne,. Cette aire, qui regroupe 115 communes, est catégorisée dans les aires de 700 000 habitants ou plus (hors Paris),.

### Occupation des sols
L'occupation des sols de la commune, telle qu'elle ressort de la base de données européenne d’occupation biophysique des sols Corine Land Cover (CLC), est marquée par l'importance des forêts et milieux semi-naturels (50,7 % en 2018), une proportion identique à celle de 1990 (50,7 %). La répartition détaillée en 2018 est la suivante : 
forêts (47,6 %), terres arables (23,2 %), prairies (22,4 %), zones urbanisées (3,7 %), milieux à végétation arbustive et/ou herbacée (3 %). L'évolution de l’occupation des sols de la commune et de ses infrastructures peut être observée sur les différentes représentations cartographiques du territoire : la carte de Cassini (XVIIIe siècle), la carte d'état-major (1820-1866) et les cartes ou photos aériennes de l'IGN pour la période actuelle (1950 à aujourd'hui).

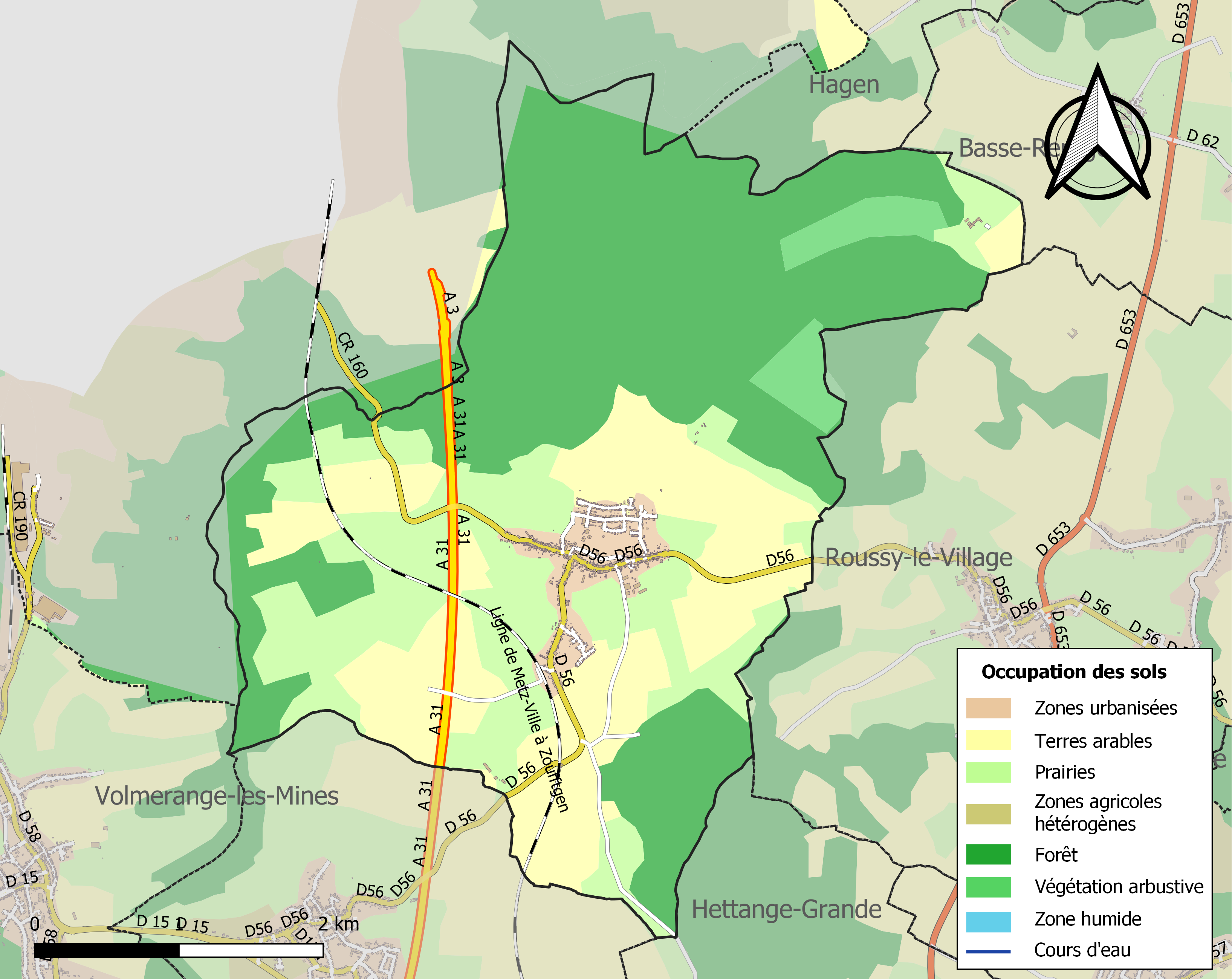
Carte des infrastructures et de l'occupation des sols de la commune en 2018 (CLC).

## Toponymie
- Anciennes mentions : Zulvinge (1314)[15],[16],  Soufich (1384)[17], Soufftge (1495)[17], Souffgen et Seuffgen (1544)[16], Sufgen (1606)[16], Soeftgen (1685)[16], Soufstgen et Soufftegen (XVIIIe siècle)[16], Souftgen (1702)[16], Soufgen (1749)[16], Zouffienne (1756)[16], Soufftgen (1793)[18], Sousgen (1801)[18].
- En allemand : Suftgen[16]. En francique lorrain : Suuftgen[19] et Suftge.
- Toponyme peut-être dérivé du mot vieux haut allemand sunft, qui correspond à l'allemand moderne Sumpf (« marais » ou « bourbier »), nom puisé dans la nature du sol de cet endroit[15].

## Histoire
- Dépendait de l'ancien duché de Luxembourg, dans la seigneurie de Rodemack.
- Rattachée au royaume de France à la suite de la convention du 16 mai 1769.
- Le 11 octobre 2006 à 11 h 45, une collision entre un train de voyageurs luxembourgeois et un train de marchandises français (SNCF), sur la ligne Thionville-Luxembourg, a fait 6 morts.

## Politique et administration

### Liste des maires

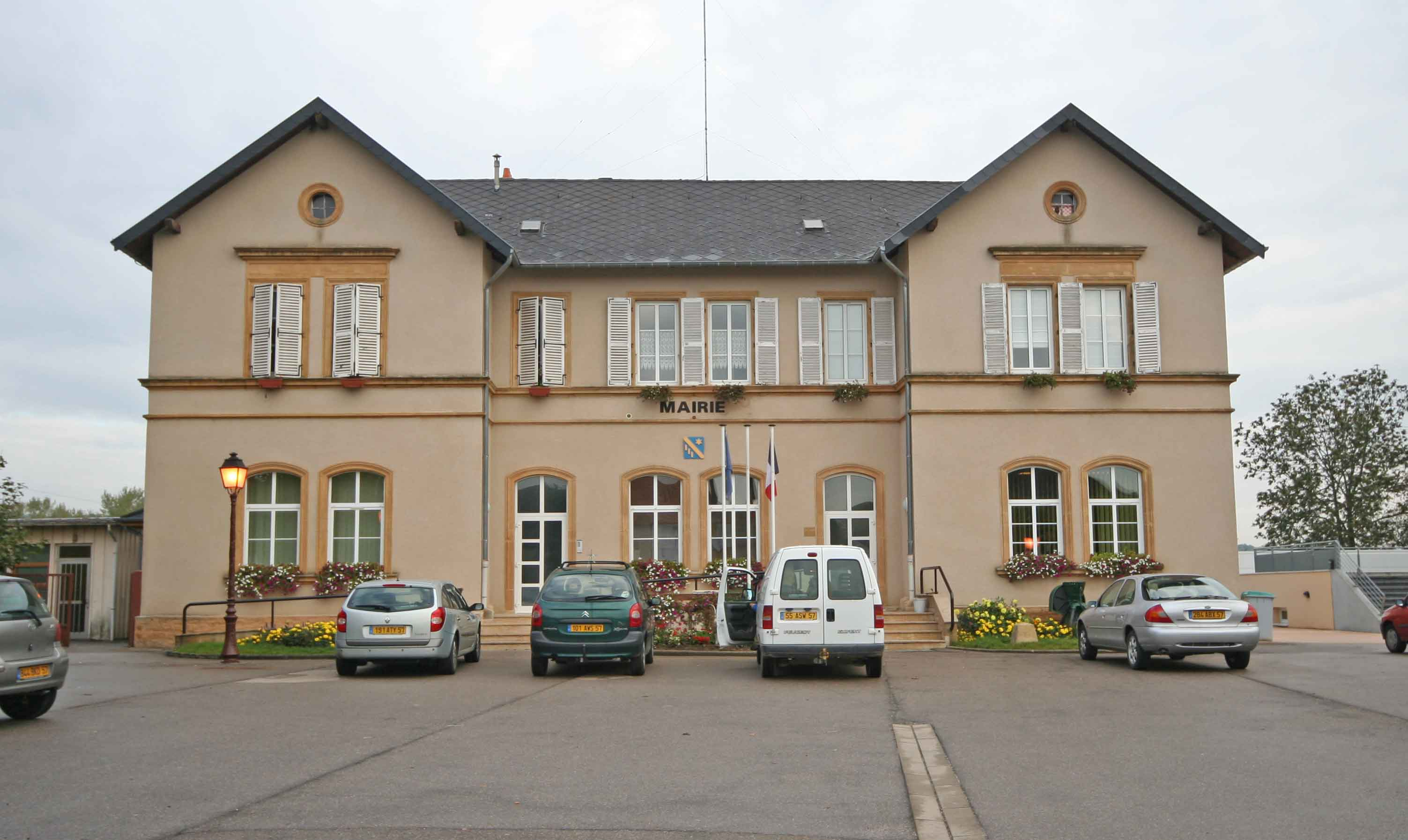
La mairie.

| Période                                  | Période   | Identité      | Étiquette | Qualité                                                                |
| ---------------------------------------- | --------- | ------------- | --------- | ---------------------------------------------------------------------- |
| mars 1995                                | mars 2001 | Aloyse Rische |           |                                                                        |
| mars 2001                                | En cours  | Michel Paquet | DVD       | Conseiller général depuis 2011, président de la communauté de communes |
| Les données manquantes sont à compléter. |           |               |           |                                                                        |

### Tendances politiques et résultats
Le résultat de l'élection présidentielle de 2012 dans cette commune est le suivant :
| Candidat       | Candidat                    | Premier tour | Premier tour | Second tour | Second tour |
| Candidat       | Candidat                    | Voix         | %            | Voix        | %           |
| -------------- | --------------------------- | ------------ | ------------ | ----------- | ----------- |
|                | Eva Joly (EÉLV)             | 7            | 1,41         |             |             |
|                | Marine Le Pen (FN)          | 89           | 17,87        |             |             |
|                | Nicolas Sarkozy (UMP)       | 151          | 30,32        | 281         | 57,46       |
|                | Jean-Luc Mélenchon (FG)     | 45           | 9,04         |             |             |
|                | Philippe Poutou (NPA)       | 8            | 1,61         |             |             |
|                | Nathalie Arthaud (LO)       | 4            | 0,80         |             |             |
|                | Jacques Cheminade (SP)      | 1            | 0,20         |             |             |
|                | François Bayrou (MoDem)     | 62           | 12,45        |             |             |
|                | Nicolas Dupont-Aignan (DLR) | 12           | 2,41         |             |             |
|                | François Hollande (PS)      | 119          | 23,90        | 208         | 42,54       |
|                |                             |              |              |             |             |
| Inscrits       | Inscrits                    | 618          | 100,00       | 618         | 100,00      |
| Abstentions    | Abstentions                 | 112          | 18,12        | 108         | 17,48       |
| Votants        | Votants                     | 506          | 81,88        | 510         | 82,52       |
| Blancs et nuls | Blancs et nuls              | 8            | 1,58         | 21          | 4,12        |
| Exprimés       | Exprimés                    | 498          | 98,42        | 489         | 95,88       |

Le résultat de l'élection présidentielle de 2017 dans cette commune est le suivant :
| Candidat    | Candidat                    | Premier tour | Premier tour | Deuxième tour | Deuxième tour |  |
| Candidat    | Candidat                    | %            | Voix         | %             | Voix          |  |
| ----------- | --------------------------- | ------------ | ------------ | ------------- | ------------- |  |
|             | Nicolas Dupont-Aignan (DLF) | 4,11         | 25           |               |               |  |
|             | Marine Le Pen (FN)          | 22,82        | 139          | 29,57         | 157           |  |
|             | Emmanuel Macron (EM)        | 32,18        | 196          | 70,43         | 374           |  |
|             | Benoît Hamon (PS)           | 5,58         | 34           |               |               |  |
|             | Nathalie Arthaud (LO)       | 0,66         | 4            |               |               |  |
|             | Philippe Poutou (NPA)       | 1,15         | 7            |               |               |  |
|             | Jacques Cheminade (SP)      | 0,16         | 1            |               |               |  |
|             | Jean Lassalle (RES)         | 1,64         | 10           |               |               |  |
|             | Jean-Luc Mélenchon (LFI)    | 11,66        | 71           |               |               |  |
|             | François Asselineau (UPR)   | 0,82         | 5            |               |               |  |
|             | François Fillon (LR)        | 19,21        | 117          |               |               |  |
|             |                             |              |              |               |               |  |
| Inscrits    | Inscrits                    | 754          | 100,00       | 754           | 100,00        |  |
| Abstentions | Abstentions                 | 127          | 16,84        | 169           | 22,41         |  |
| Votants     | Votants                     | 627          | 83,16        | 585           | 77,59         |  |
| Blancs      | Blancs                      | 16           | 2,55         | 46            | 7,86          |  |
| Nuls        | Nuls                        | 2            | 0,32         | 8             | 1,37          |  |
| Exprimés    | Exprimés                    | 609          | 97,13        | 531           | 90,77         |  |

## Démographie
L'évolution du nombre d'habitants est connue à travers les recensements de la population effectués dans la commune depuis 1793. Pour les communes de moins de 10 000 habitants, une enquête de recensement portant sur toute la population est réalisée tous les cinq ans, les populations de référence des années intermédiaires étant quant à elles estimées par interpolation ou extrapolation. Pour la commune, le premier recensement exhaustif entrant dans le cadre du nouveau dispositif a été réalisé en 2006.

En 2022, la commune comptait 1 271 habitants, en évolution de +5,22 % par rapport à 2016 (Moselle : +0,52 %, France hors Mayotte : +2,11 %).
| 1793 | 1800 | 1806 | 1821 | 1836 | 1841 | 1861 | 1866 | 1871 |
| ---- | ---- | ---- | ---- | ---- | ---- | ---- | ---- | ---- |
| 600  | 682  | 550  | 742  | 719  | 731  | 702  | 729  | 637  |

| 1875 | 1880 | 1885 | 1890 | 1895 | 1900 | 1905 | 1910 | 1921 |
| ---- | ---- | ---- | ---- | ---- | ---- | ---- | ---- | ---- |
| 605  | 593  | 615  | 615  | 628  | 626  | 596  | 637  | 600  |

| 1926 | 1931 | 1936 | 1946 | 1954 | 1962 | 1968 | 1975 | 1982 |
| ---- | ---- | ---- | ---- | ---- | ---- | ---- | ---- | ---- |
| 614  | 571  | 544  | 395  | 431  | 470  | 455  | 490  | 664  |

| 1990 | 1999 | 2006 | 2011 | 2016  | 2021  | 2022  | - | - |
| ---- | ---- | ---- | ---- | ----- | ----- | ----- | - | - |
| 597  | 608  | 667  | 933  | 1 208 | 1 262 | 1 271 | - | - |

## Culture locale et patrimoine

### Lieux et monuments
- Betting (écart de la commune).
- Vestiges gallo-romains.

#### Édifices religieux
- Église paroissiale néo-gothique Saint-Rémi, construite en 1823. Reconstruite en 1900.
- Église néo-apostolique, rue Principale.